# Hallie Quinn Brown

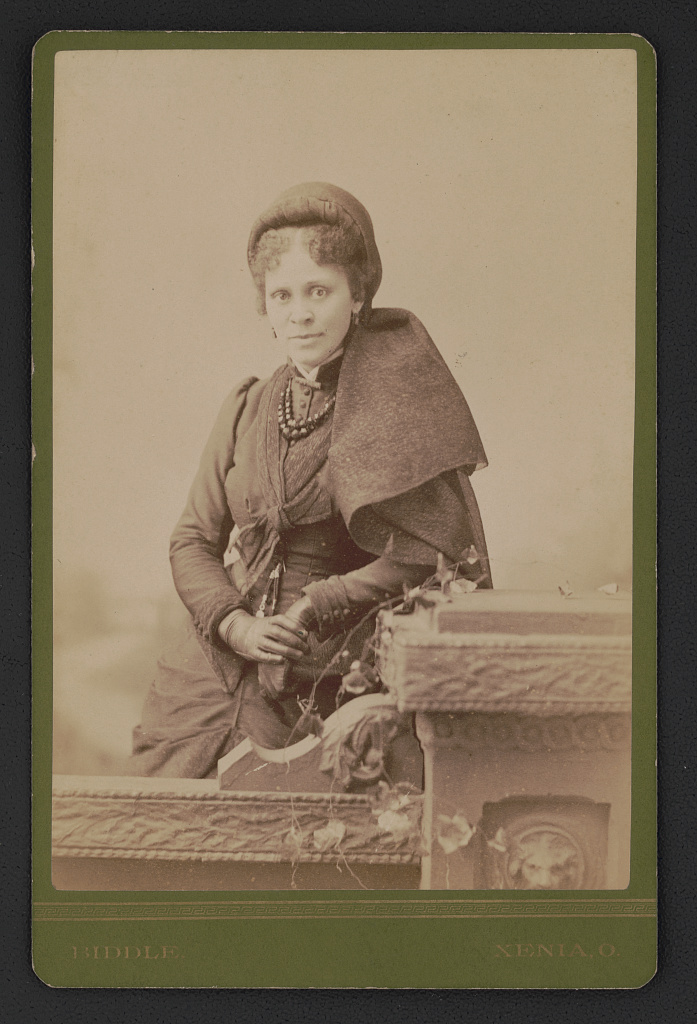
Hallie Quinn Brown, Aufnahme von Frederick Samuel Biddle, 1875

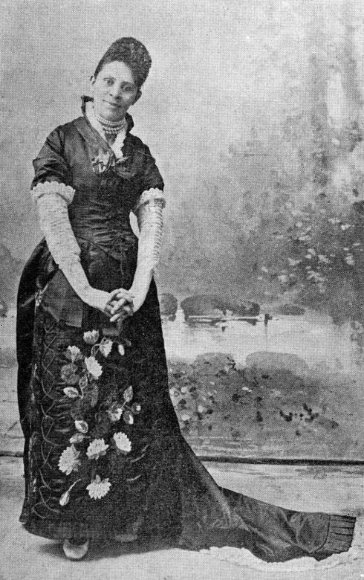
Hallie Quinn Brown, vor 1897

Hallie Quinn Brown (* 10. März 1849 in Pittsburgh, Pennsylvania; † 16. September 1949 in Wilberforce, Ohio) war eine US-amerikanische Lehrerin, Hochschullehrerin, Autorin und Aktivistin.

## Leben
Quinn Brown wurde als eines von sechs Kindern der befreiten Sklaven Frances Jane Scroggins and Thomas Arthur Brown in Pennsylvania geboren. Ihr Bruder Jeremiah A. Brown, wurde später Politiker in Ohio.
1864 zog die Familie auf eine Farm in der Nähe von Chatham-Kent, Ontario, Kanada, einem wichtigen Ort auf der Underground Railroad. 1868 begann sie ein Studium an der Wilberforce University in Ohio, das sie 1873 mit dem Grad eines Bachelor of Science abschloss. Die Klasse hatte nur sechs Studierende, darunter die Frau von Reverend Benjamin F. Lee, einem früheren Präsidenten von Wilberforce.
Zu Beginn ihrer beruflichen Laufbahn unterrichtete sie Kinder auf einer Plantage in South Carolina und gleichzeitig eine Klasse für ältere Menschen, denen sie das Bibellesen beibrachte. Danach ging sie nach Mississippi, wo sie die Leitung einer Schule auf der Sonora Plantage übernahm. Sie wurde als Lehrerin in Yazoo City, MS, angestellt, bevor sie aufgrund der unruhigen Lage im Süden 1875 eine Stelle als Lehrerin in Dayton, OH, antrat. Nachdem sie dort aus gesundheitlichen Gründen gekündigt hatte, reiste sie im Auftrag der Wilberforce University auf eine Vortragsreise, die sie unter anderem an die heutige Hampton University in Virginia führte, wo sie einen Rhetorik-Kurs zur Verbesserung ihres Vortragsstils absolvierte. Obwohl sie als Dozentin für Rhetorik und Literatur an die Wilberforce University berufen wurde, lehnte sie das Angebot ab, um eine Stelle an der heutigen Tuskegee University anzunehmen. 1886 schloss sie eine Fortbildung im Rahmen von Chautauqua ab und erhielt 1887 als erste Frau an ihrer Alma Mater, der Wilberforce University, den Grad eines Master of Science.
Von 1885 bis 1887 war sie Dekanin an der Allen University in Columbia, SC, und 1892–93 Rektorin an der Tuskegee University in Alabama unter Booker T. Washington. 1893 wurde sie Professorin an der Wilberforce University und hielt häufig Vorträge über afroamerikanische Themen und die Abstinenzbewegung. 1895 sprach sie auf der internationalen Konferenz der Woman’s Christian Temperance Union in London und vertrat die Vereinigten Staaten 1899 auf dem Internationalen Frauenkongress in London. Außerdem trat sie 1897 vor Königin Victoria auf.
Im Jahr 1896 hielt sie eine Veranstaltung in Edinburgh ab und gab einem Korrespondenten der Edinburgh Evening News ein Interview, der schrieb:

„Our representative found Miss Brown eager to lay before the public the case of the American negro, whose troubles are far from having been ended by the mere process of emancipation […] Miss Brown had some striking faces to narrate of the enmity of the white population towards their black brethren. The feeling, of course, is most bitter in the Southern States – the old slave centres. Even in the North, however, it manifests itself. „I have travelled and conversed with educated people of the well-to-do class, who the moment they discovered that I had a drop or two of negro blood in me, got out of the way, looking as though they could have kicked themselves for having even unwittingly fallen into such company.“ In many districts, a negro who went into a white man’s church and took a seat there would promptly be invited out, and, if he did not go, would be hustled out by the police […] Again, on their railways, the negro must travel in one miserable car only, the „Jim Crow car“, in which all people of colour, refined or not, are expected to travel. They may pay first-class fare – it is all the same. And in the rougher districts of the South, a negro who did so far forget himself as to travel in any other compartment would speedily be hauled out and subjected to mob violence. A negro daren't as much as look at a white woman. On the other hand, there is no prescription against the meanest of the white travellers entering the „Jim Crow“ compartment, and molesting or insulting negro girls and women travelling unprotected there. Miss Brown mentioned that on several occasions, while travelling in the Southern States, she had been warned to change the seat she occupied in the train, or to leave it altogether […]“

„Unser Korrespondent fand Miss Brown eifrig dabei, der Öffentlichkeit den Fall des amerikanischen Negers zu schildern, dessen Probleme noch lange nicht durch den bloßen Prozess der Emanzipation beendet sind […] Miss Brown hatte einige eindrucksvolle Beispiele für die Feindseligkeit der weißen Bevölkerung gegenüber ihren schwarzen Brüdern zu erzählen. Am erbittertsten ist die Stimmung natürlich in den Südstaaten, den alten Sklavenzentren. Aber auch im Norden kommt es zum Ausdruck. „Ich bin gereist und habe mich mit gebildeten Leuten aus der wohlhabenden Klasse unterhalten, die in dem Moment, in dem sie entdeckten, dass ich ein oder zwei Tropfen Negerblut in mir hatte, aus dem Weg gingen und aussahen, als ob sie sich dafür hätten treten können, dass sie sogar unwissentlich in eine solche Gesellschaft geraten waren.“ In vielen Bezirken wird ein Neger, der in die Kirche eines Weißen geht und dort Platz nimmt, sofort hinausgebeten, und wenn er nicht geht, wird er von der Polizei hinausgedrängt […] Auch in den Eisenbahnen müssen die Neger nur in einem einzigen elenden Waggon reisen, dem „Jim-Crow-Wagen“, in dem alle Farbigen, ob sie nun gebildet sind oder nicht, reisen müssen. Sie können den Fahrpreis für die erste Klasse bezahlen - es ist alles dasselbe. Und in den raueren Gegenden des Südens wird ein Neger, der sich so weit aus dem Fenster lehnt, dass er in einem anderen Abteil reist, schnell herausgeholt und der Gewalt des Mobs ausgesetzt. Ein Neger wagt es nicht, eine weiße Frau auch nur anzuschauen. Andererseits gibt es keine Vorschrift, die die gemeinsten weißen Reisenden daran hindert, das „Jim Crow“-Abteil zu betreten und die dort ungeschützt reisenden Negerinnen und -mädchen zu belästigen oder zu beleidigen. Miss Brown erwähnte, dass sie auf Reisen in den Südstaaten mehrfach ermahnt worden war, den Sitzplatz im Zug zu wechseln oder ihn ganz zu verlassen […]“

Sie beschrieb auch das System der Ausbeutung in den Gefängnissen und des Convict Leasings:

„Another wicked practice is the exploiting of negro prison labour. You have young negro boys and girls, convicted of trifling offences, which in Britain would be dealt with in a reformatory, sent to the workhouse. That is a very different institution to the workhouse of this country. It is really a jail. These young offenders are taken out to work by day at building, or road making, or so forth, and locked up again at night. „I have seen myself“, Miss Brown said, „girls of 12 chained to hardened criminals, going out to break stones on the roads“. This system, she went on to explain, cuts in two ways. In the first place, it affords a ready means of disfranchising the negro. In the second place, it gives the ruling class a supply of cheap convict labour […] Then there is what is called the „convict lease system“ – the hiring out of prison labour […]“

„Eine weitere üble Praxis ist die Ausbeutung der Neger in den Gefängnissen. Junge Negerjungen und -mädchen, die wegen geringfügiger Vergehen verurteilt wurden, die in Großbritannien in einer Besserungsanstalt behandelt würden, werden in das Arbeitshaus geschickt. Das ist eine ganz andere Einrichtung als das Arbeitshaus in unserem Land. Es ist eigentlich ein Gefängnis. Diese jungen Straftäter werden tagsüber zur Arbeit auf dem Bau oder im Straßenbau usw. gebracht und nachts wieder eingeschlossen. „Ich habe selbst gesehen“, sagte Miss Brown, „wie 12-jährige Mädchen an hartgesottene Verbrecher gekettet wurden, um auf den Straßen Steine zu brechen“. Dieses System, so erklärte sie weiter, ist in zweierlei Hinsicht schädlich. Erstens bietet es ein einfaches Mittel zur Entrechtung der Neger. Zweitens verschafft es der herrschenden Klasse einen Vorrat an billigen Sträflingsarbeitskräften [...] Dann gibt es das so genannte "Sträflingsleasing-System" – die Vermietung von Gefängnisarbeit [...]“

Mehrere Jahre lang reiste sie mit The Wilberforce Grand Concert Company, einer Organisation zu Gunsten des Wilberforce College. Sie las vor Hunderten von Zuhörern und Zehntausenden von Menschen. Sie besaß eine magnetische Stimme, schien die Muskeln der Kehle perfekt zu beherrschen und konnte ihre Stimme ebenso erfolgreich variieren. Als öffentliche Vorleserin begeisterte Brown ihre Zuhörer: Bei ihren humorvollen Beiträgen löste sie Gelächter aus; bei ihren pathetischen Stücken rührte sie ihr Publikum zu Tränen.
1889 hielt Brown auf einer Konferenz der African Methodist Episcopal Church, wo sie Mitglied war, eine Rede über ihren Glauben an die Fähigkeiten schwarzer Frauen und die Notwendigkeit von Lehrerinnen, um „diese große Nation von Frauen“ zu unterrichten. In diesen Ausführungen schlug sie vor, dass Ehemänner die Ausbildung ihrer Frauen unterstützen sollten, und betonte die Notwendigkeit eines gleichberechtigten Zugangs zur Bildung für Frauen. Dies gilt als ihr Debüt als Verfechterin der Frauenrechte, zu denen auch das Wahlrecht gehörte.
1893 hielt Brown einen Vortrag auf dem World's Congress of Representative Women in Chicago. Neben Brown referierten vier weitere afroamerikanische Frauen auf der Konferenz: Anna Julia Cooper, Fannie Barrier Williams, Fanny Jackson Coppin und Sarah Jane Woodson Early.
Brown war Mitbegründerin der Colored Woman's League of Washington, D.C., die 1896 in der National Association of Colored Women aufging. 1905 bis 1912 war sie Präsidentin der Ohio State Federation of Colored Women's Clubs und von 1920 bis 1924 der National Association of Colored Women. Sie sprach 1924 auf der Republican National Convention und leitete später die Wahlkampfarbeit unter afroamerikanischen Frauen für Präsident Calvin Coolidge.
Brown starb 1949 in Wilberforce und ist auf dem Massies Creek Cemetery in Cedarville, OH, begraben.
1929 wurde die afroamerikanische gemeinnützige Sozialeinrichtung Hallie Q. Brown Community Center in Saint Paul, MN, gegründet. Die Bibliothek der Central State University in Wilberforce trägt ihr zu Ehren den Namen Hallie Q. Brown Memorial Library.

## Werke (Auswahl)
- Bits and Odds: A Choice Selection of Recitations (1880)
- First Lessons in Public Speaking (1920)
- Tales My Father Told Me, and Other Stories (1925)
- Homespun Heroines and Other Women of Distinction, mit einer Einführung von Josephine Turpin Washington (1926)